# جان بيار داردين
جان بيار داردين (بالإنجليزية: Jean-Pierre Dardenne)‏ (و. 1951 – م) هو كاتب سيناريو من بلجيكا .

## جوائز
حصل على جوائز منها:
- European Film Award for Best Screenwriter، عن عمل:طفل مع الدراجة (2011)
- Burgerschapsprijs Stichting P&V (2006).

## روابط خارجية
- جان بيار داردين على موقع IMDb (الإنجليزية)
- جان بيار داردين على موقع الموسوعة البريطانية (الإنجليزية)
- جان بيار داردين على موقع مونزينجر (الألمانية)
- جان بيار داردين على موقع قاعدة بيانات الأفلام العربية
- جان بيار داردين على موقع ألو سيني (الفرنسية)
- جان بيار داردين على موقع أول موفي (الإنجليزية)
- جان بيار داردين على موقع قاعدة بيانات الأفلام السويدية (السويدية)
- جان بيار داردين على موقع قاعدة بيانات الفيلم (الإنجليزية)
- جان بيار داردين على موقع كينوبويسك (الروسية)